# رنگین‌کمان سفید

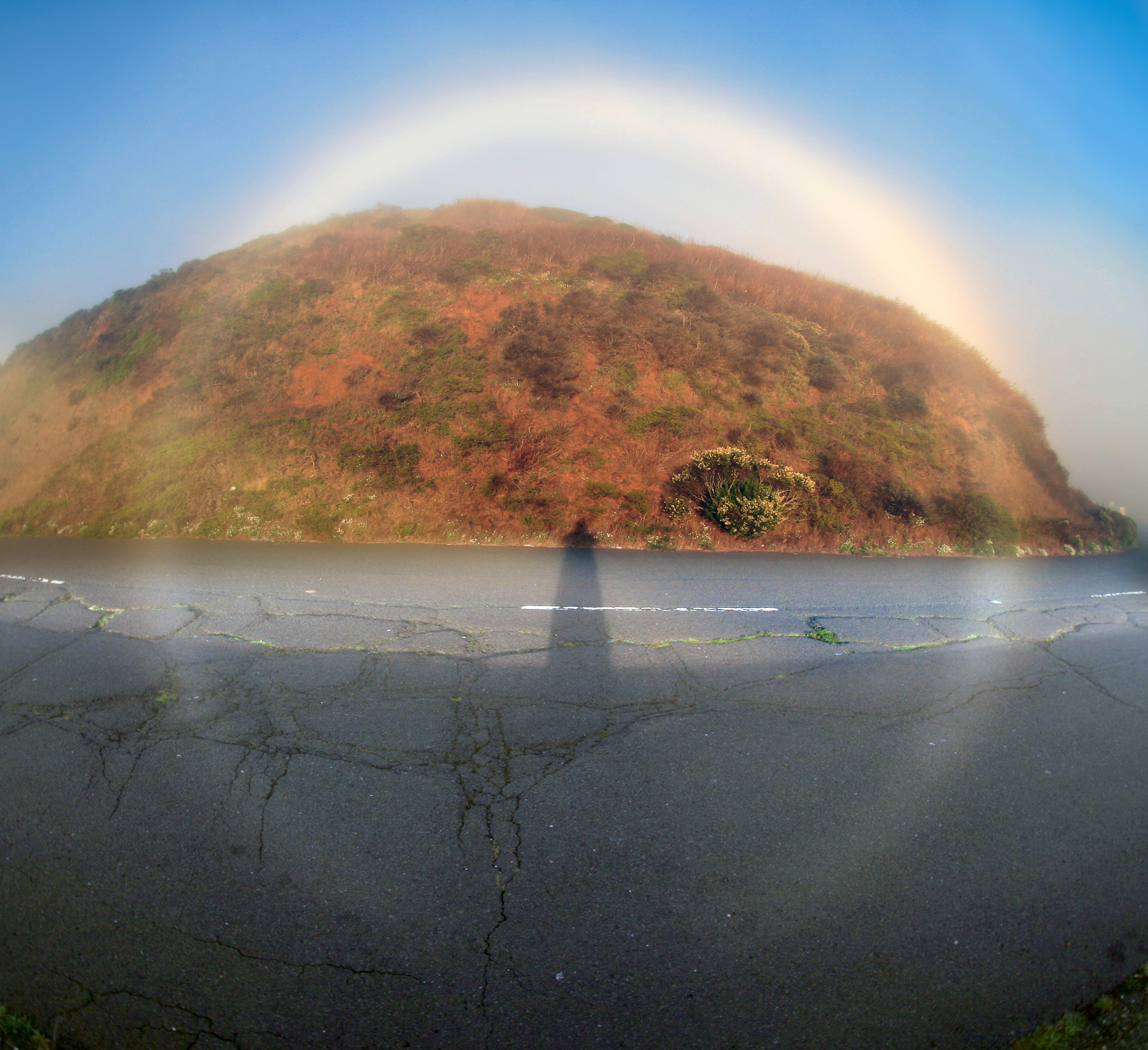
یک مه‌کمان ۳۶۰ درجه

رنگین‌کمان سفید همانند رنگین کمان است ولی با توجه به اندازه بسیار کوچک ریزچکه (droplet)هایی که مه را می‌سازند (کوچکتر از ۰٫۵ میلی‌متر)، بسیار کمرنگ تر است، لبه بیرونی آن سرخ است و درون آن آبی. گاهی ریزچکه‌ها آنقدر کوچکند که رنگ رنگین‌کمان سفید است و از این‌رو آن‌ها را رنگین کمان سپید نیز می‌نامند. 